# Paula Cooper Gallery
Die Paula Cooper Gallery ist eine Kunst-Galerie in New York City, New York, welche im Jahr 1968 gegründet wurde. Zuvor leitete Paula Cooper nach John Gibson die  Park Place Gallery. Diese wurde zum Zentrum der Aufmerksamkeit für die Kunstszene downtown Manhattan.
Die Galerie ist in erster Linie dafür bekannt, dass sie großen Minimalisten und Konzeptkünstlern beim Start ihrer Karriere geholfen hat. Dies sind unter anderem: Carl Andre, Jennifer Bartlett, Lynda Benglis, Rudolf Stingel, Mark di Suvero, Donald Judd, Sol LeWitt, Kelley Walker, Joel Shapiro, Elizabeth Murray und Cady Noland. In den Anfängen war der gegenseitige Respekt, das Zusammengehörigkeitsgefühl und Leidenschaft für Kunst Bindeglieder für das Verhältnis von Galeristin und Künstlern.

## Einzelnachweis
1. ↑  Claudia Steinberg: Paula Cooper: „Es war total wahnsinnig“. In: Die Zeit. 3. April 2019, ISSN 0044-2070 (zeit.de [abgerufen am 23. Dezember 2019]).

Koordinaten: 40° 45′ 0,2″ N, 74° 0′ 15,2″ W